# Kriegerdenkmal Alt Olvenstedt

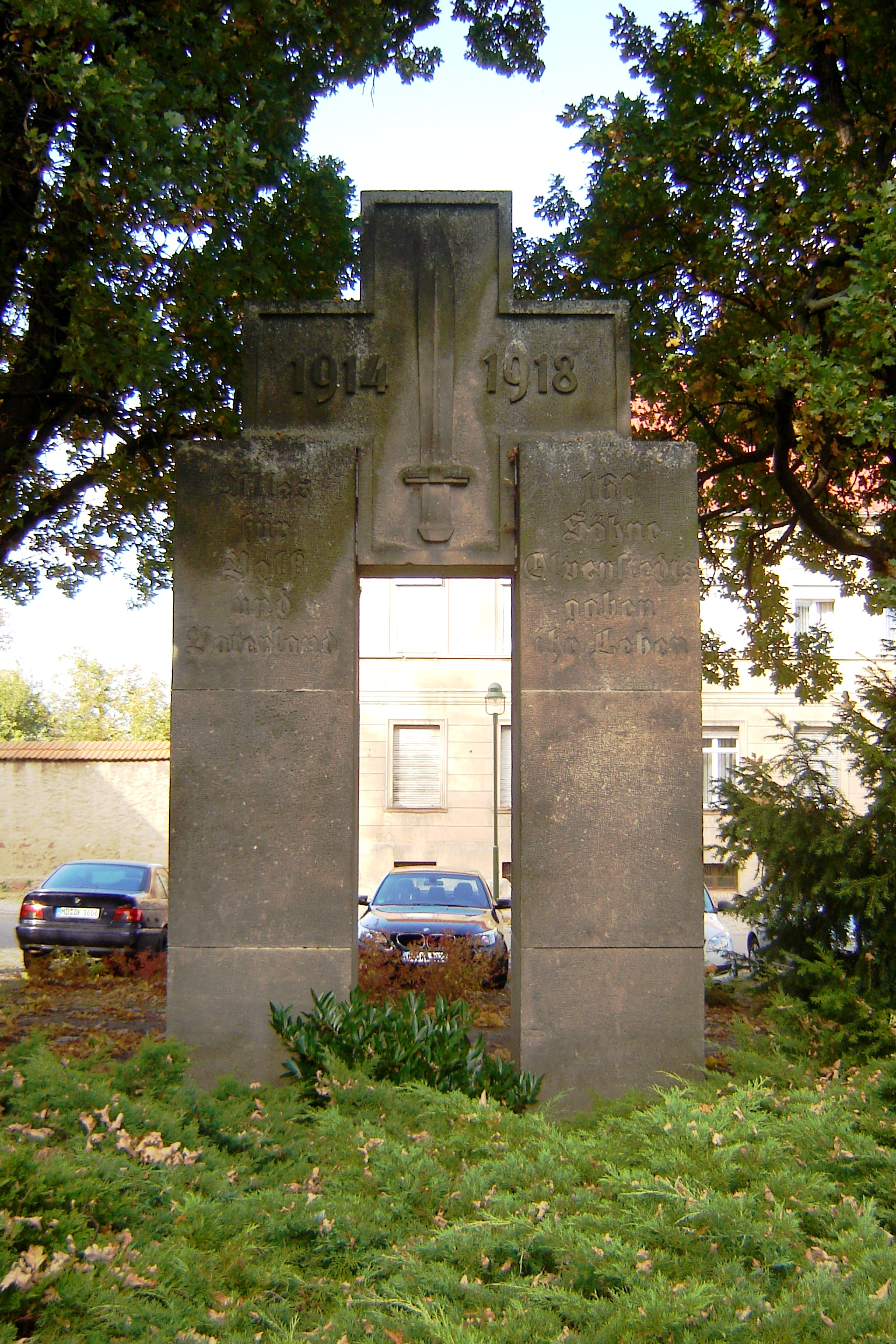
Kriegerdenkmal in Alt Olvenstedt

Das Kriegerdenkmal Alt Olvenstedt ist ein denkmalgeschütztes Kriegerdenkmal im Magdeburger Stadtteil Alt Olvenstedt in Sachsen-Anhalt. Im örtlichen Denkmalverzeichnis ist es unter der Erfassungsnummer 094 81900 als Kleindenkmal verzeichnet.

## Allgemeines
Das Kriegerdenkmal in Alt Olvenstedt wurde am 12. August 1934 zum Gedenken an die gefallenen Soldaten des Ersten Weltkriegs geweiht. Es steht in einer kleinen parkartigen Grünfläche Am Freiheitsplatz. Es handelt sich um zwei Pfeiler aus jeweils drei Quadern. Die Quader bestehen aus Elbsandstein aus Pirna. In den beiden oberen Quadern ist eine Inschrift enthalten. Zwischen den beiden Pfeilern ist ein steinernes Kreuz eingehängt, das von einem Schwert mit den Jahreszahlen 1914 und 1918 verziert ist. Die Rückseite ist mit Eichenlaub ornamentiert.
Mit der Weihung des Kriegerdenkmals wurde eine Namensliste der Gefallenen in eine Gruft beim Ehrenmal gelegt.